# La Torraza (Valtierra)
La Torraza es desde 1949 un bien de interés cultural conservado en la localidad de Valtierra (Navarra). Es la única torre medieval conservada construida con tapial de yeso, frente al uso de la cal como material habitual y abundante en otras regiones de España.

## Descripción
Es una torre alta, cuadrangular, que conserva una mitad, asentada en una parte de sillares posiblemente de origen romano, con una base de unos 7,7 m. de lado (unos 60 metros cuadrados) que pudo tener origen en un sepulcro monumental romano y unas paredes de adobe.
El primer tramo destaca por el paramento de origen romano alcanza una altura aproximada de 1,8 m y 90 cm de potencia. Se aprecia un segundo tramo intermedio de 2 m de altura levantado con sendas «tapiadas de mampostería de yeso encofrada». Por último, el tramo final, presenta una «tapia de tierra reforzada en las esquinas con rafas de mampostería de yeso encofrada».
A principios del siglo XX aún se conservaba entera y parece que, «ante el peligro que ofrecía, fue derribada la mitad que mira al pueblo, conservándose aún la parte orientada a la ladera de la necrópolis» de la Edad del Hierro localizada y estudiada por Juan Maluquer de Motes (1953).

A juicio de Juan José Martinena, en época medieval el recrecimiento de sus paredes fue realizado para convertirla en una atalaya o torre fortificada.

Vistas de elementos de la torre
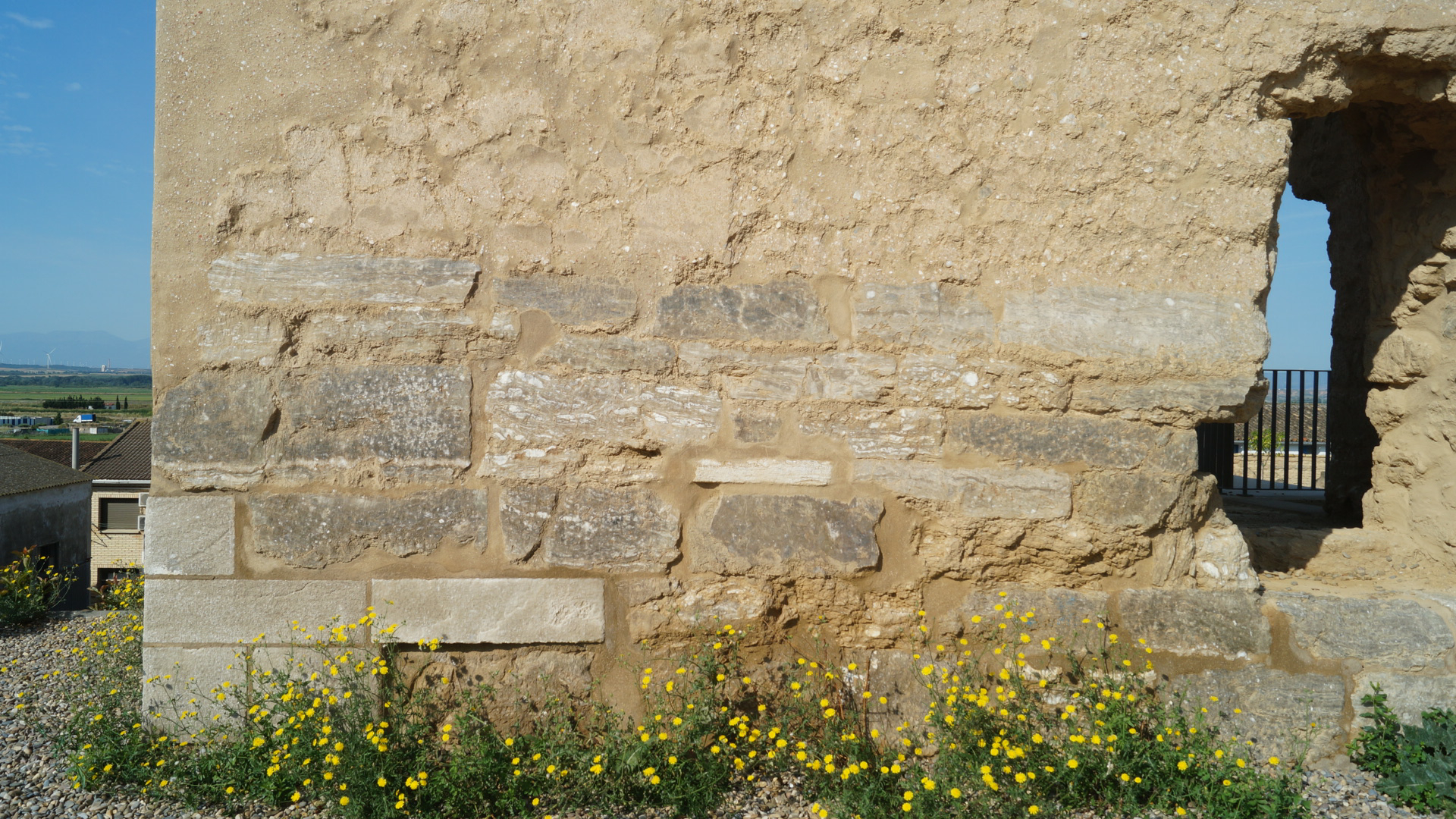
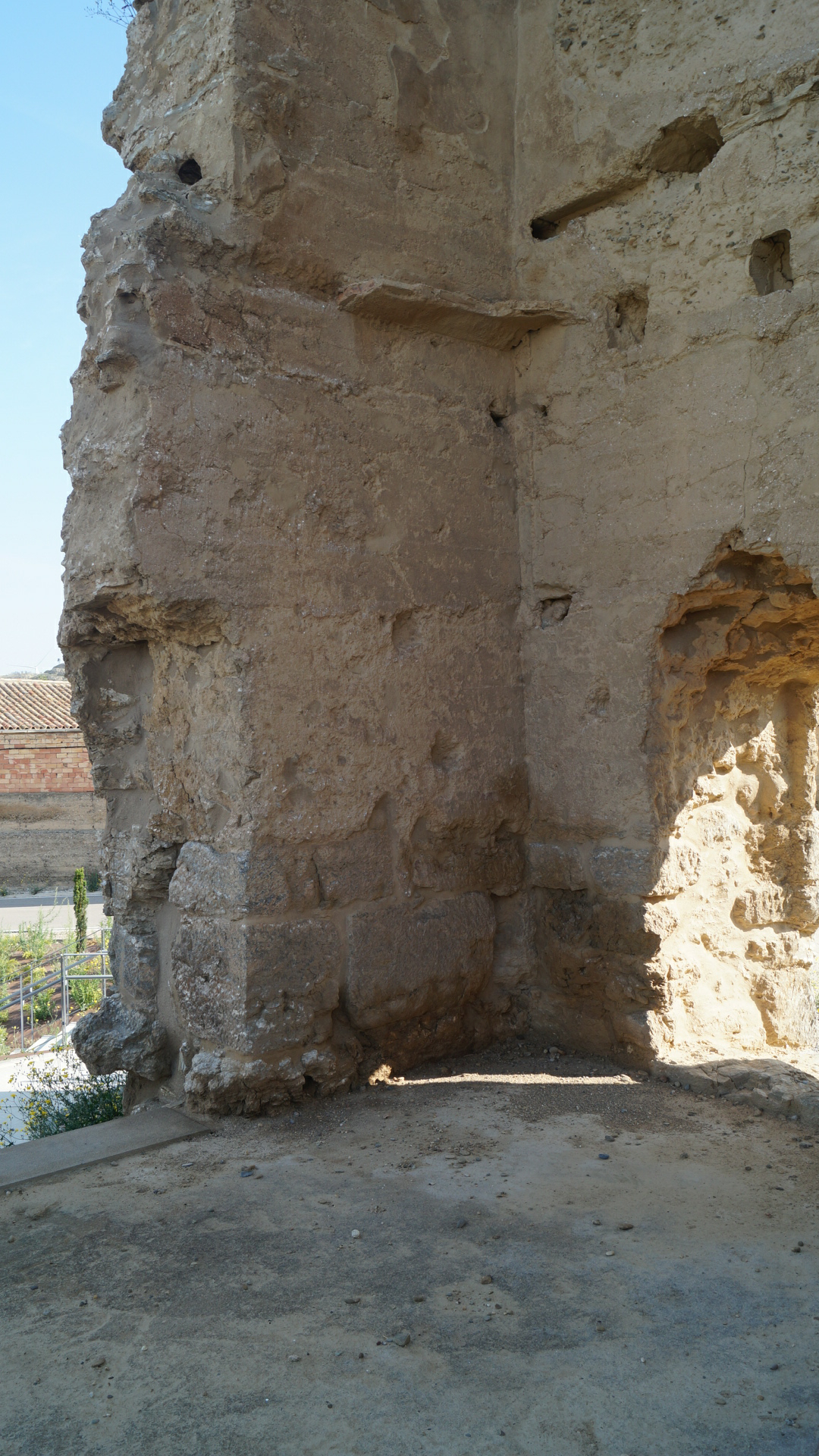
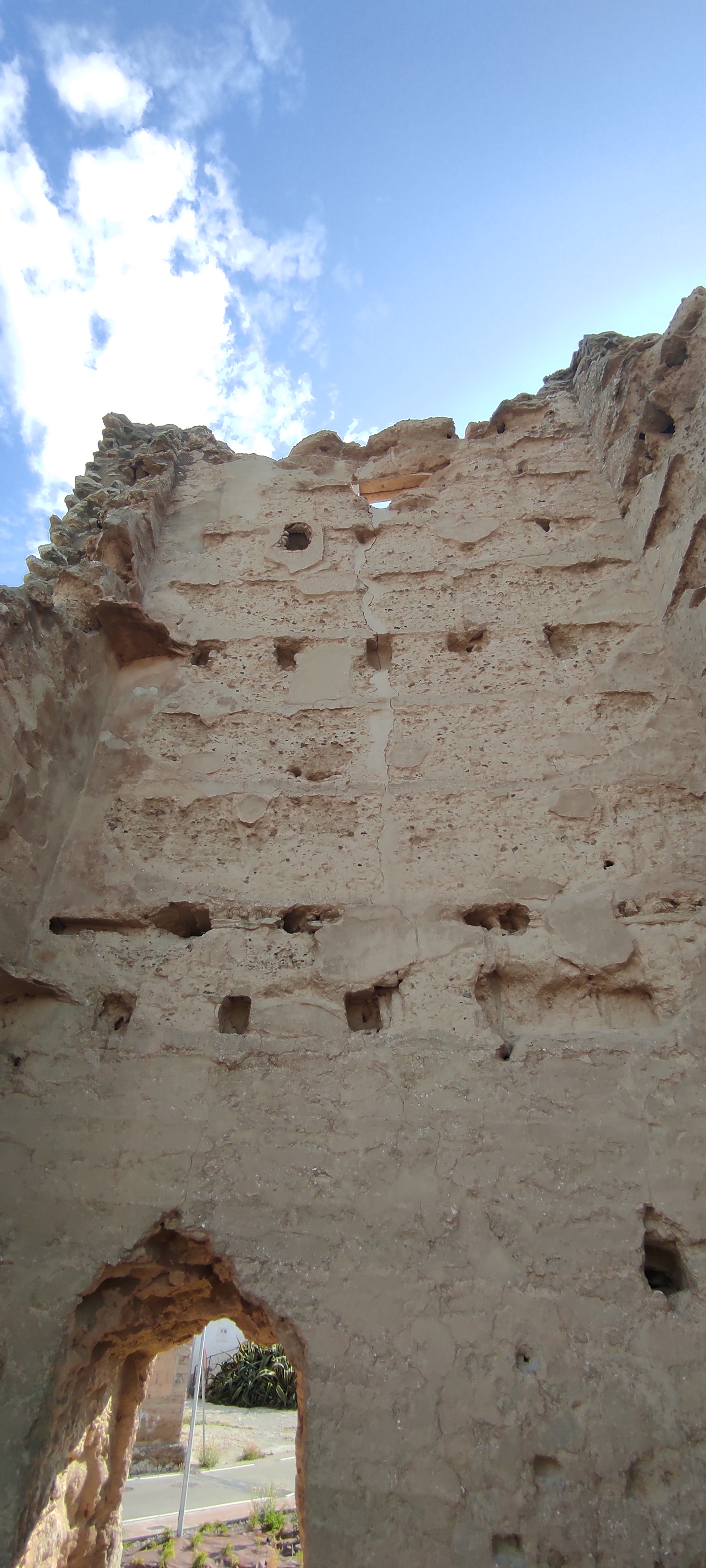
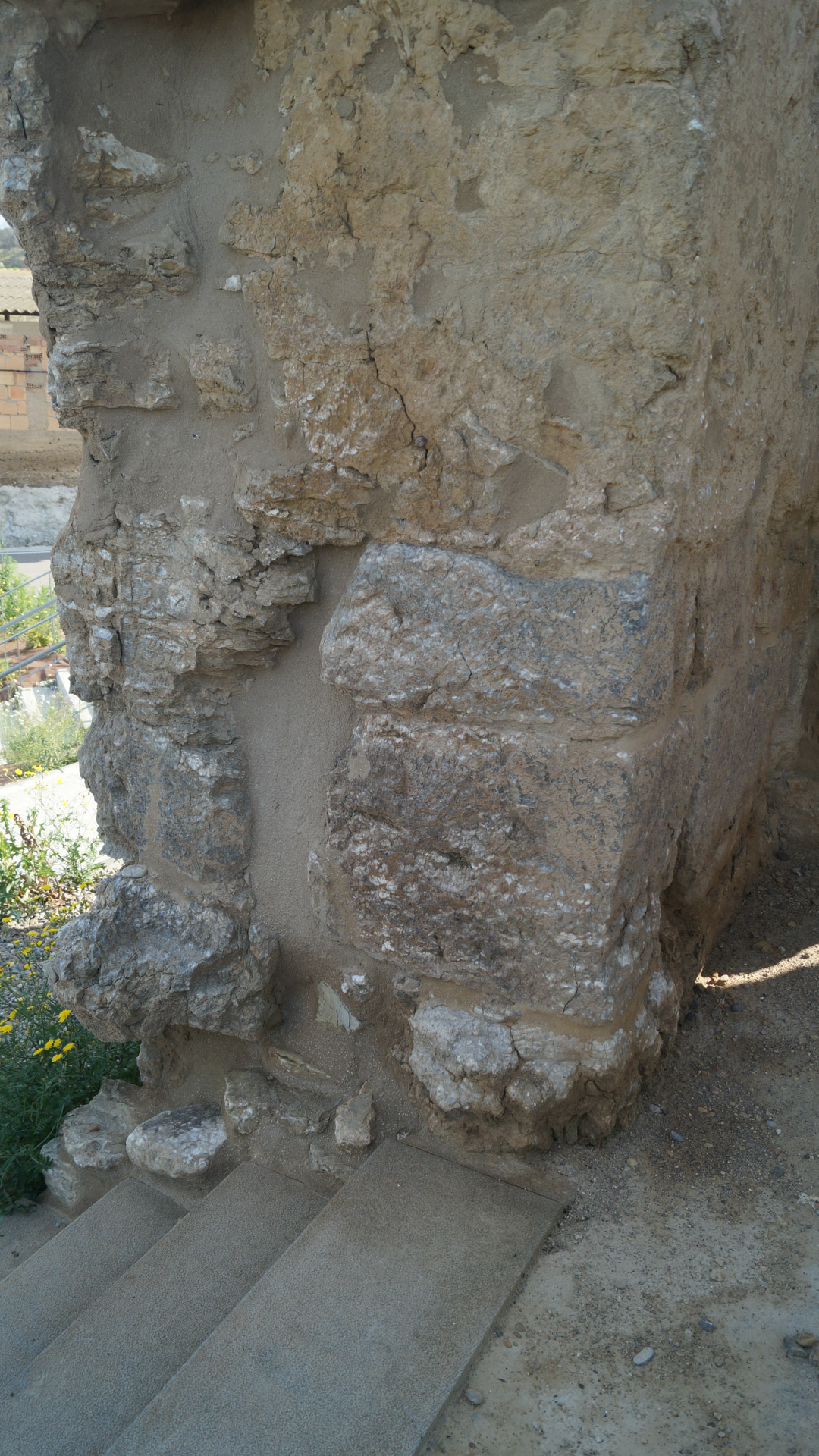